# Usambaraakalat
Usambaraakalat (Sheppardia montana) är en starkt utrotningshotad afrikansk fågel i familjen flugsnappare. Den är endemisk för Tanzania.

## Utseende och läten
Usambaraakalaten är en liten (13 cm) och färglös trastliknande fågel. Fjäderdräkten saknar nästan helt särskilda kännetecken. Stjärten är något mer rödaktig än den bruna ovansidan. Undersidan är smutsvit med brun anstrykning över bröstet och på flankerna. Kring tygeln är den något ljusare. Lätet beskrivs som ett mjukt "tssh" och sången tunn, svag och ljus.

## Utbredning och systematik
Fågeln förekommer endast i nordöstra Tanzania, i västra Usambarabergen. Den behandlas som monotypisk, det vill säga att den inte delas in i några underarter.

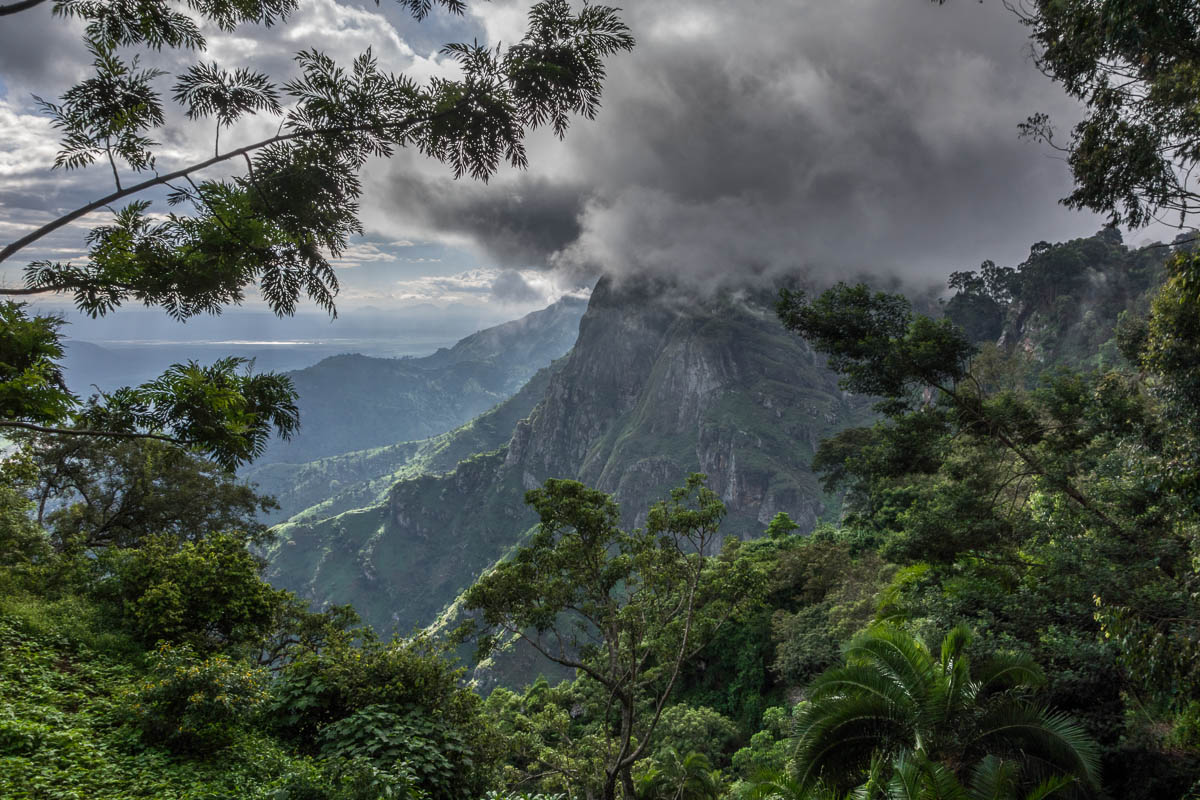
Fågeln är endemisk för västra Usambarabergen i nordöstra Tanzania.

### Familjetillhörighet
Akalater liksom fåglar som rödhake, näktergalar, stenskvättor, rödstjärtar och buskskvättor behandlades tidigare som en trastar (Turdidae), men genetiska studier visar att den tillhör familjen flugsnappare (Muscicapidae).

## Status och hot
Arten har ett mycket litet utbredningsområde där den endast är känd från några lokaler. Tillgänglig biotop minskar också i omfång. Den är därför upptagen på internationella naturvårdsunionen IUCN:s röda lista över utrotningshotade arter, där kategoriserad som starkt hotad.